# ベイビー・アリエル
ベイビー・アリエル（Baby Ariel）ことアリエル・レベッカ・マーティン（Ariel Rebecca Martin、2000年11月22日 - ）は、アメリカ合衆国のインターネット人、歌手、女優。
TikTokの前身であるmusical.lyを通じてその名を初めて知られるようになった。2017年、『タイム』誌と『フォーブス』誌が選定する最高のインターネットインフルエンサーの1人に選ばれた。